# سنگ نگاره‌های دیوین دسته ۴
سنگ نگاره‌های دیوین دسته ۴ مربوط به هزاره ۶تا ۳ قبل از میلاد است و در شهرستان همدان، بخش مرکز ی، دهستان ابرو، روستای دیویجین (دیوین ۹، دهر دیوین واقع شده و این اثر در تاریخ ۱۵ دی ۱۳۸۷ با شمارهٔ ثبت ۲۴۳۱۹ به‌عنوان یکی از آثار ملی ایران به ثبت رسیده است.